# Гоноратув
Гоноратув (пол. Honoratów) — село в Польщі, у гміні Парадиж Опочинського повіту Лодзинського воєводства.
Населення — 108 осіб (2011).

## Демографія
Демографічна структура станом на 31 березня 2011 року:
|          | Загалом | Допрацездатний вік | Працездатний вік | Постпрацездатний вік |
| -------- | ------- | ------------------ | ---------------- | -------------------- |
| Чоловіки | 64      | 12                 | 48               | 4                    |
| Жінки    | 44      | 6                  | 30               | 8                    |
| Разом    | 108     | 18                 | 78               | 12                   |